# Leaf River
Leaf River es una villa ubicada en el condado de Ogle en el estado estadounidense de Illinois. En el Censo de 2010 tenía una población de 443 habitantes y una densidad poblacional de 205,33 personas por km².

## Geografía
Leaf River se encuentra ubicada en las coordenadas 42°7′25″N 89°24′15″O / 42.12361, -89.40417. Según la Oficina del Censo de los Estados Unidos, Leaf River tiene una superficie total de 2.16 km², de la cual 2.16 km² corresponden a tierra firme y (0%) 0 km² es agua.

## Demografía
Según el censo de 2010, había 443 personas residiendo en Leaf River. La densidad de población era de 205,33 hab./km². De los 443 habitantes, Leaf River estaba compuesto por el 97.29% blancos, el 0.23% eran afroamericanos, el 0% eran amerindios, el 0% eran asiáticos, el 0% eran isleños del Pacífico, el 1.58% eran de otras razas y el 0.9% pertenecían a dos o más razas. Del total de la población el 1.58% eran hispanos o latinos de cualquier raza.